# Adult Swim
Adult Swim (estilizado como «[adult swim]», abreviado también como «[as]») es un bloque de programación nocturna de origen estadounidense, orientado para adolescentes y adultos y emitido por diversas cadenas de Warner Bros. Discovery dependiendo del país (excepto Polonia y los Países Bajos). En Estados Unidos, es un segmento filial emitido al interior de Cartoon Network.
 En algunos países y regiones, existen canales bajo el mismo nombre que tranmsiten el mismo tipo de programación.
Su programación se basa en animación para adultos de todo género y temática, series de televisión experimentales, anime, películas, cortometrajes y shows juveniles emitidos sin censura, siendo Aqua Teen Hunger Force y Pollo Robot las animaciones más longevas y duraderas del bloque. El canal emite tanto series creadas por Cartoon Network como franquicias extranjeras. La programación está dirigida para el público de 16 años en adelante, con un rango de clasificación televisiva que va desde TV-PG y TV-14 hasta TV-MA, ya que la mayoría de sus programas contienen factores como violencia gráfica, situaciones sexuales intensas, lenguaje fuerte y grosero, desnudez, imágenes surrealistas y temática transgresora. También cuenta con anime y series de acción en el bloque de Toonami, el cual desde 2012 forma parte de Adult Swim.
El nombre, que alude al carácter propio de la franja, deriva del término en inglés adult swim (traducido al español como «Natación para adultos»), referente al tiempo en que los niños salen «fuera de la piscina», dejando que los adultos disfruten de su propio espacio de entretenimiento.
En años recientes, el bloque salía al aire en Estados Unidos desde las 9:00 p. m. hasta las 6:00 a. m. El 4 de febrero de 2014, se anunció que Adult Swim tendría una hora más de duración, comenzando desde las 8:00 p. m., a partir del 31 de marzo de 2014. Para aprovechar la audiencia de adultos jóvenes de Cartoon Network durante el día, Adult Swim se amplió hasta las 7:00 p. m. de lunes a viernes y los sábados a partir de mayo de 2023. Después de experimentar el éxito con los cambios, Adult Swim anunció que se expandiría aún más, a partir a las 5:00 p. m. desde el 28 de agosto de 2023, comenzando con un bloque llamado "Checkered Past" en el que presenta series originales de Cartoon Network principalmente de las décadas de 1990 y 2000, de lunes a viernes, de 5:00 a 7:00 p. m.
Para 2015, la señal estaba disponible en 96.390.000 televisores con señal de cable paga (82.8% de hogares totales aproximadamente) de dicho país.

## Historia

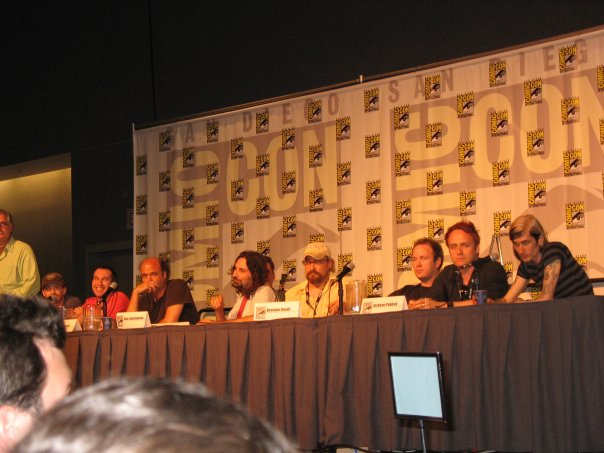
Varios creadores y escritores de shows de Adult Swim en la Comic-Con de San Diego 2006 con el panel de Adult Swim. De izquierda a derecha: Keith Crofford, Seth Green, Matthew Senreich, Scott Adsit, Dino Stamatopoulos, Tommy Blacha, Brendon Small, Jackson Publick y Doc Hammer.

Creado y operado por el gerente de programación Mike Lazzo, Adult Swim surgió de los intentos anteriores de Cartoon Network de emitir contenido adecuado para adolescentes y adultos jóvenes que podrían estar viendo el canal después de las 11:00 p. m. El bloque comenzó a emitir programas de antología como ToonHeads y Late Night Black and White, que presentaban antiguos cortos de dibujos animados clásicos sin censura, la mayoría propiedad de Warner Bros. Fantasma del Espacio de costa a costa representó una de las primeras incursiones de Cartoon Network en la programación original, creada en 1994 específicamente para el público en horario nocturno. La serie fue creada por Ghost Planet Industries, que finalmente se convirtió en Williams Street Studios, los productores y programadores eventuales de Adult Swim. La serie tuvo un spin-off llamado Cartoon Planet en forma de segmentos estelarizados por el Fantasma del Espacio, Zorak y Brak, emitidos durante las tardes de viernes y los sábados por la mañana. Aunque dejó de transmitirse en el año 2000, volvió en 2012 con motivo del vigésimo aniversario de Cartoon Network, permaneciendo en sintonía hasta febrero de 2014.
En el año 1998 se produjo un episodio (que nunca se emitió por Cartoon Network) de El laboratorio de Dexter, con el nombre de Rude Removal (Eliminador de Rudeza), que tuvo escenas obscenas y lenguaje profano, el cual fue finalmente exhibido en 2013 a través del canal de YouTube de Adult Swim.
Durante las madrugadas de diciembre de 2000 (mientras Fantasma del Espacio de costa a costa se encontraba en pausa), varias de las nuevas series de Williams Street se produjeron simultáneamente y llegaron al canal sin previo aviso con "furtivos" estrenos. Laboratorio Submarino 2021, Harvey Birdman, abogado, Aqua Teen Hunger Force y El Show de Brak fueron estrenados sin previo aviso; la grilla oficial enumeró los shows como "Programación Especial".
Adult Swim se estrenó oficialmente el 2 de septiembre de 2001 con la emisión del episodio "Director's Cut" de la serie Películas caseras, tras lo cual combinaron sus shows originales con programas animados de 13 capítulos producidos por la misma Warner Bros. como Mission Hill o Los Oblongs. Cowboy Bebop fue el primer anime emitido en el bloque, en la noche de su estreno. Aunque inicialmente Adult Swim no era más que un bloque emitido las noches de domingo a jueves en Cartoon Network, Turner Broadcasting System decidió separarlo en una cadena propia a principios de 2005, para que Nielsen Media Research pudiese medir sus índices de audiencia y lo tratase como un canal independiente, debido a que su público objetivo es distinto al de sus filiales.

## Características

Logotipo abreviado de Adult Swim.

Adult Swim inicia con un aviso de contenido dirigido a los espectadores; hecho esto, se presenta una secuencia de frases, escritas en blanco en un fondo negro: se le llama cortinilla, y al terminar empieza el primer programa del bloque. Las cortinillas aparecen antes de los comerciales y al terminar los mismos, al finalizar un programa y antes de que empiece el siguiente, y al presentar en propaganda una serie; por este medio, el anunciante presenta los programas o simplemente comenta sobre algo en especial, generalmente un dato curioso o una celebración en la que haya participado el staff de Adult Swim. Nunca se oirá al anunciante, todo lo escribe mediante las cortinillas.
En ocasiones, al llegar un comercial, no sale una cortinilla sino solo una foto o imagen estática sobre algún objeto o personaje familiar (casi siempre de series creadas por Williams Street).
A finales de 2005, a veces se pasaban videos cortos por este medio, y a mediados de 2006 secuencias de imágenes (de forma similar a las historietas). Siguiendo la naturaleza irreverente del bloque, Cartoon Network creó la sección Querido Adult Swim, donde se exhibe en pantalla el texto de un televidente que se dirige al canal, aunque muchas veces reciben respuestas sarcásticas, incluso si piden la incorporación de series japonesas en la programación (esto era bastante común en las cortinillas de Cartoon Network en Latinoamérica, donde nunca emitieron anime dentro de Adult Swim, ya que para eso existía Toonami).
Durante todo el bloque, la marca identificadora del canal es sustituida por la de Adult Swim.

## Controversias

### Placas led en Boston
En 2007, como parte de la campaña hacia la película "Aqua Teen Hunger Force Colon Movie Film for Theaters", Cartoon Network decidió instalar luces led con las formas de los personajes de Ignignokt y Err en todo el país, pero en la ciudad de Boston, Massachusetts, fueron confundidas por bombas, más aún porque no tenían el nombre de la cadena en las placas, lo cual provocó pánico en toda la ciudad, movilizando al escuadrón antibombas y al cuerpo de Bomberos, además que los empleados encargados de la Publicidad asignados por la empresa Interference Inc. fueron detenidos, en la noche del 31 de enero (día en que las placas empezaron a instalarse), mediante una conferencia de prensa, un vocero de Turner Broadcasting System, operador del canal, comentó que las placas eran inofensivas, dieron la ubicación de todas las placas, y pidieron disculpas a la Ciudad de Boston, días después, la empresa tuvo que pagar 2 millones a la ciudad de Boston como compensación por el incidente.
En la otra conferencia de prensa, días después, el director de Cartoon Network. Jim Samples, también pidió disculpas a la ciudad de Boston y anunció su renuncia de la empresa.

## Internacional

### América Latina
En América Latina, Adult Swim fue estrenado el viernes 7 de octubre de 2005 como un bloque de programación en Cartoon Network, reemplazando al bloque Toonami. El bloque fue emitido de viernes a domingo, de 23:00 a 1:00, con repeticiones cíclicas que iban de 1:00 a 3:00, y de 3:00 a 5:00 (hora local de todos los países).
En Chile, la cableoperadora VTR bloqueó la programación del bloque al considerar que Cartoon Network debía ser un canal infantil en su totalidad. Cartoon Network y VTR acordaron emitir Adult Swim en una señal aparte, como si fuera un canal independiente prémium, en reemplazo del canal de películas de VTR, a través del canal 63 con el uso de un decodificador, de 1 a 3 a. m. con repeticiones.
El bloque se trasladó al canal I.Sat el 19 de noviembre de 2007, cambiando varias veces los días y horarios de transmisión, manteniéndose en la franja nocturna del canal. Como parte de la programación, se emitieron programas tipo anime, como Samurai Champloo, Gungrave y Los caballeros del zodíaco,
además de los éxitos habituales del bloque.
El 1 de diciembre de 2010, el bloque fue eliminado de la programación del canal I.Sat, regresando el 3 de abril de 2015, con sus contenidos subtitulados con el audio de su idioma original, hasta su retiro el 16 de abril de 2020. En paralelo, también se emitió con doblaje a través del canal 'TBS' desde enero de 2018 hasta enero de 2020.
El bloque se trasladó al canal Warner Channel a partir del 2 de mayo, de lunes a jueves y sábados a la medianoche, cambiando su horario el 14 de septiembre de 2020, pasando a emitirse sólo los lunes a la medianoche. El bloque fue eliminado de la programación de Warner Channel, el 15 de noviembre de 2021.
El 31 de octubre de 2023, en reemplazo del canal TruTV, Warner Bros. Discovery Latin America inició las transmisiones de Adult Swim como canal independiente para Latinoamérica. Este canal mantiene el contenido original de Adult Swim, además de contenidos con series basadas en DC Comics, gaming y cultura geek de Warner Play, el bloque Toonami con su programación característica de anime, y el bloque Checkered Past, retransmitiendo series clásicas de la colección de animación de Cartoon Network.
Debido a regulaciones y leyes de protección al menor o de derechos de las audiencias, series como Rick & Morty, Robot Chicken, Primal y otras con clasificación TV-MA, se exhiben pasadas las 22:00 horas en varios países de la región, por ejemplo, en Chile y Argentina, mientras que en países como México y Brasil, este tipo de programas pueden ser transmitidos a lo largo del día.

### España
En España, Adult Swim fue un bloque de programación que se emitió los viernes a partir de la medianoche en el canal TNT, entre 2007 y 2012 aproximadamente. Pese a que el bloque ya no existe en España, varias de sus series originales tienen un apartado propio en la plataforma de streaming HBO.
En diciembre de 2020, Adult Swim regresó junto a Toonami como un pack prémium del servicio Orange TV. En él, se pueden ver más de 600 episodios de 19 series diferentes como Rick y Morty, Metalocalypse, Samurai Jack (5.ª temporada), entre otras.

### Reino Unido e Irlanda
En Reino Unido e Irlanda, Adult Swim era un bloque de programación que se emitía a la medianoche en el canal Bravo (propiedad de Virgin Media Television), luego por SyFy, de ahí a FX hasta llegar a TCM 2 y terminar sus emisiones. Desde el 4 de septiembre de 2015, el bloque tuvo su nueva aparición en ambos países por el canal de pago Fox, puesto que había sido transmitido muy poco por la señal de FX, estrenando series como Rick & Morty, Mr. Pickles, etc. El 15 de febrero de 2019, el bloque se volvió a estrenar como "Adult Swim Fridays" por el canal de señal abierta E4, estrenando series como Mostly 4 Millennials y con la cuarta temporada de Rick & Morty a estrenarse. También se puede ver todo el contenido por la plataforma streaming All4. A diferencia de otras señales internacionales del canal, el bloque nunca fue emitido en Cartoon Network, debido a las regulaciones de ese país que impiden la emisión de contenidos adultos en canales infantiles en cualquier momento del día. Se caracterizaba porque los horarios de los programas no eran determinados, y se solían emitir desordenadamente. Además fue estrenado el primer anime de producción original de Adult Swim, Afro Samurai.

### Australia
En Australia y Nueva Zelanda, es un bloque de programación que desde 2008 se emite por el canal The Comedy Channel. Desde 2002 y hasta 2007, Adult Swim se emitía por Cartoon Network, y mostraba varias series que no han vuelto a mostrarse en el nuevo bloque, y algunas de ellas han sido movidas al canal Sci-Fi Channel.

### Canadá
En Canadá era un bloque de programación similar llamado Teletoon At Night (Teletoon en la Noche) en el canal Teletoon en inglés, y Télétoon la Nuit en francés. El único programa de producción original de Adult Swim que no ha sido emitido en Detour es Tim and Eric Awesome Show, Great Job!, que, sin embargo, es transmitido por el canal The Comedy Network. En julio de 2007 la mayoría de los programas estadounidenses fueron cancelados y reemplazados por producciones canadienses.
En julio de 2009, el nuevo canal de G4TechTV llamado Adult Digital Distraction emite animaciones de Adult Swim como Aqua Teen Hunger Force, Delocated, Fat Guy Stuck in Internet, Superjail!, Tim and Eric Awesome Show, Great Job!, Tom Goes to the Mayor, y Los hermanos Venture.
Con la llegada de Cartoon Network a Canadá el 4 de julio de 2012, Adult Swim empezó a transmitirse de forma completa en dicho país.

### Japón
En Japón, inició como parte del servicio de streaming Netflix desde 2018 con series como Rick y Morty y Final Space. A diferencia de otras señales internacionales del canal, el bloque nunca fue emitido en Cartoon Network, debido a los horarios y la programación orientada al público infantil las 24 horas.

### Francia
Adult Swim fue un bloque emitido en Cartoon Network Francia entre 2011 y 2015. Desde julio de 2019 es un bloque emitido por la señal de Warner TV Next.

### Alemania
Adult Swim fue emitido en Alemania por primera vez en 2009 por TNT Serie. Desde 2016 se transmite en TNT Comedy.